# Amauridia ecuadoralis
Amauridia ecuadoralis är en fjärilsart som beskrevs av William Schaus 1916. Amauridia ecuadoralis ingår i släktet Amauridia och familjen nattflyn. Inga underarter finns listade i Catalogue of Life.